# Az év óceániai labdarúgója
Az év óceániai labdarúgója díjat a legjobb labdarúgó kapja az OFC régióból. A győztest egy újságírókból álló zsűri választja ki. A díjat döntően ausztrálok kapták. Legtöbbször az Új-Zélandi Wynton Rufer és az ausztrál Harry Kewell nyerte el, 3-3 alkalommal.
Mivel Ausztrália elhagyta a szövetséget, ausztrál labdarúgók többet nem nyerhették meg a díjat. A díj emiatt érdektelenné vált, 2004 óta nem osztották ki.

## Díjazottak
| Év   | Játékos            | Ország            |
| ---- | ------------------ | ----------------- |
| 1988 | Frank Farina       | Ausztrália        |
| 1989 | Wynton Rufer       | Új-Zéland         |
| 1990 | Wynton Rufer       | Új-Zéland         |
| 1991 | Robbie Slater      | Ausztrália        |
| 1992 | Wynton Rufer       | Új-Zéland         |
| 1993 | Robbie Slater      | Ausztrália        |
| 1994 | Aurelio Vidmar     | Ausztrália        |
| 1995 | Christian Karembeu | Új-Kaledónia      |
| 1996 | Paul Okon          | Ausztrália        |
| 1997 | Mark Bosnich       | Ausztrália        |
| 1998 | Christian Karembeu | Új-Kaledónia      |
| 1999 | Harry Kewell       | Ausztrália        |
| 2000 | Mark Viduka        | Ausztrália        |
| 2001 | Harry Kewell       | Ausztrália        |
| 2002 | Brett Emerton      | Ausztrália        |
| 2003 | Harry Kewell       | Ausztrália        |
| 2004 | Tim Cahill         | Ausztrália        |
| 2005 | Marama Vahirua     | Francia Polinézia |
| 2006 | Ryan Nelsen        | Új-Zéland         |
| 2007 | Shane Smeltz       | Új-Zéland         |
| 2008 | Shane Smeltz       | Új-Zéland         |
| 2009 | Ivan Vicelich      | Új-Zéland         |
| 2010 | Ryan Nelsen        | Új-Zéland         |
| 2011 | Bertrand Kaï       | Új-Kaledónia      |
| 2012 | Marco Rojas        | Ausztrália        |

## Különdíjak
Wynton Rufert választották Az évszázad óceániai labdarúgójának, Mark Bosnich-ot pedig Az évszázad óceániai kapusának.